# Louis Patris
Louis Patris (Gembloux, Bélgica, 7 de junio de 2001) es un futbolista belga que juega como defensa en el Sint-Truidense de la Primera División de Bélgica.

## Estadísticas

### Clubes
Actualizado al último partido disputado el 8 de abril de 2023.
| Club                          | Div.          | Temporada     | Liga  | Liga  | Liga   | Copas nacionales | Copas nacionales | Copas nacionales | Copas internacionales | Copas internacionales | Copas internacionales | Total | Total | Total  |
| Club                          | Div.          | Temporada     | Part. | Goles | Asist. | Part.            | Goles            | Asist.           | Part.                 | Goles                 | Asist.                | Part. | Goles | Asist. |
| ----------------------------- | ------------- | ------------- | ----- | ----- | ------ | ---------------- | ---------------- | ---------------- | --------------------- | --------------------- | --------------------- | ----- | ----- | ------ |
| Oud-Heverlee Leuven · Bélgica | 1.ª           | 2020-21       | 2     | 0     | 0      | 0                | 0                | 0                | —                     | —                     | —                     | 2     | 0     | 0      |
| Oud-Heverlee Leuven · Bélgica | 1.ª           | 2021-22       | 6     | 0     | 1      | 0                | 0                | 0                | —                     | —                     | —                     | 6     | 0     | 1      |
| Oud-Heverlee Leuven · Bélgica | 1.ª           | 2022-23       | 31    | 2     | 6      | 2                | 0                | 0                | —                     | —                     | —                     | 33    | 2     | 6      |
| Oud-Heverlee Leuven · Bélgica | Total club    | Total club    | 39    | 2     | 7      | 2                | 0                | 0                | 0                     | 0                     | 0                     | 41    | 2     | 7      |
| Total carrera                 | Total carrera | Total carrera | 39    | 2     | 7      | 2                | 0                | 0                | 0                     | 0                     | 0                     | 41    | 2     | 7      |